# Strandlimurt
Strandlimurt (Silene uniflora), ofte skrevet strand-limurt, er en 10-25 cm høj urt, der i Danmark vokser langs kysterne.

## Beskrivelse
Strandlimurt er en flerårig, urteagtig plante med en nedliggende eller opstigende vækstform. Stænglerne er glatte og blågrønne med rundt tværsnit. Bladene er modsat stillede, ustilkede og hele med fint tandet rand. Over- og underside er ensartet blågrønne. Blomstringen foregår i juni-august, hvor man finder blomsterne 1-5 sammen i endestillede kvaste. De enkelte blomster er 5-tallige og regelmæssige med oppustede, netårede bægre og hvide kronblade, der har tydelig bikrone. Frugterne er kapsler med mange frø.
Rodsystemet består af en vandret, krybende jordstængel med fine trævlerødder.
Højde x bredde og årlig tilvækst: 0,20 x 0,40 m (20 x 40 cm/år).

## Voksested
Strandlimurt har sin naturlige udbredelse i Makaronesien, det sydvestlige Europa, Østeuropa og Norden, herunder også i Danmark, hvor den dog er temmelig sjælden eller helt manglende. Den er knyttet til lysåbne voksesteder med kalkrig, veldrænet og næringsrig jord.
I Danmark findes den især langs kysterne af Skagerrak, Kattegat og Limfjorden.
På verdensarvområdet, St Kilda-øerne, vest for Skotland findes intakte, urørte biotoper. Her vokser arten i den yderste zone på klipperne sammen med bl.a. engelskgræs, Grimmia maritima (en art af mos), kystradeløv og strandvejbred
| Portal | Portal:Botanik |

## Note
1. ↑  www.unep-wcmc.org: Anonym: St. Kilda, Scotland (engelsk)